# Рио Гранде (филм)
„Рио Гранде“ (на английски: Rio Grande) е американски игрален филм уестърн, излязъл по екраните през 1950 година, режисиран от Джон Форд с участието на Джон Уейн и Морийн О'Хара в главните роли.

## Сюжет
Полковник Кърби Йорк научава, че синът му Джеферсън, когото не е виждал от 15 години (от ранна детска възраст), не е издържал изпитите си в Уест Пойнт. Във военния лагер на Йорк се появяват новобранци, сред които е и синът му. От една страна в полковника се събуждат бащински чувства, но от друга той много добре знае как армията се отнася към фаворитите на командира. Това означава, че ще изисква от Джеф повече, отколкото от другите.
Но проблемите за Кърби Йорк започват, когато майката на Джеферсън, бившата му съпруга пристигна в лагера. Тя иска да откупи сина си и да го заведе у дома. Армията вече веднъж е разделяла Кърби и Катлийн. Този път съдбата им е подготвила нови изпитания под формата на индианците апачи, ще има стрелба и преследване, конни атаки и индийски стрели, нарушаване на държавната граница на Рио Гранде, за да се спасят отвлечени деца и смели набези в самото сърце на вражеския лагер. След всичко това бащата ще се гордее със сина си, а синът ще получи благодарност лично от президента на САЩ.

## В ролите
| Актьор              | Роля                            |
| ------------------- | ------------------------------- |
| Джон Уейн           | Подполковник Кърби Йорк         |
| Морийн О'Хара       | Г-жа Катлийн Йорк               |
| Бен Джонсън         | войник Травис Тайри             |
| Клод Джарман-младши | войник Джеферсън (Джеф) Йорк    |
| Хари Кери-младши    | войник Даниел (Санди) Бун       |
| Виктор Маклаглън    | Сержант Тимоти Куинкенън        |
| Чил Уилс            | д-р Уилкинс (полков хирург)     |
| Джей Карол Неш      | генерал-лейтенант Филип Шеридан |